# Olympique Lyonnais 2023-2024
Questa voce raccoglie le informazioni riguardanti l'Olympique Lyonnais nelle competizioni ufficiali della stagione 2023-2024.

## Stagione
La stagione 2023-2024 del Lione rappresenta un punto di svolta per la squadra dato che è la prima dopo più di 20 anni in cui Jean-Michel Aulas non riveste il ruolo di presidente. L'emblematico e controverso imprenditore sportivo, infatti, non è più l'azionario di maggioranza della squadra; il nuovo proprietario è l'imprenditore americano John Textor. Dopo un discreto girone di ritorno la passata stagione, il tecnico Laurent Blanc viene confermato in panchina per la nuova stagione. Il mercato non sarà molto movimentato dato che al Lione verrà imposto un limite spese dalla DNCG. Secondo l'ente di controllo, il monte ingaggi dell'OL è troppo alto per una squadra che non si qualifica per le competizione europee da ormai due stagioni consecutive. Il Lione non ha quindi la possibilità di rinforzarsi come vorrebbe, dovendo fare affidamento a giocatori a parametro zero o dal valore esiguo, e prestiti con diritto di riscatto. Nel frattempo, la qualità della rosa diminuisce sempre di più e i Gones perdono ben 3 grandi talenti della loro primavera: Malo Gusto al Chelsea, Lukeba al Lipsia e Barcola che si trasferirà al PSG, dopo aver giocato appena una metà stagione di calcio professionistico, in un trasferimento che susciterà clamore tra gli spalti.
La stagione inizia quindi nel caos più totale e con il Lione che vede sempre più ridimensionata la sua posizione di grande squadra del campionato. L'inizio stagione è assolutamente disastroso; la squadra ottiene solo un punto nelle prime 4 partite subendo 10 gol. Il morale dei giocatori è a terra e l'allenatore Laurent Blanc non sembra aver interesse nel futuro della squadra. Dopo l'imbarazzante sconfitta interna 1-4 contro il Montpellier, il tecnico affermerà che una delle soluzione alla crisi della squadra potrebbe essere "cambiare l'allenatore". 
Laurent Blanc verrà esonerato l'11 settembre e a lui subentrerà il campione del mondo Fabio Grosso. Il cambio di allenatore non fa alcun effetto e il Lione continua ad avere risultati allarmanti. All'undicesima giornata di campionato, è ultimo in classifica con 4 punti senza aver mai vinto nemmeno una partita. Fabio Grosso verrà esonerato il 30 novembre. Il momento più degno di nota della sua breve esperienza in Francia avverrà fuori dal campo. il 29 ottobre 2023, il Lione si dirige al Vélodrome per affrontare gli acerrimi rivali del Marsiglia. Poco prima dell'inizio della partita, il pullman dell'OL viene attaccato da svariati tifosi dell'OM. Fabio Grosso viene ferito da delle schegge di vetro rischiando quasi di perdere un occhio. La partita viene rimandata.
Come ultima spiaggia, la panchina viene affidata al responsabile della primavera Pierre Sage, il quale non ha nemmeno conseguito il patentino da allenatore. Alla quattordicesima giornata, il Lione è ancora ultimo in classifica con solo 7 punti. Secondo gli istituti statistici, nessuna squadra francese si è mai salvata dopo aver avuto così pochi punti a questo stadio della competizione dal 1948. Secondo i principali quotidiani sportivi del paese la retrocessione dell'OL è una certezza, retrocessione che per un club di questa statura potrebbe causare la bancarotta. Inoltre, nel caso in cui il Lione riuscisse a terminare al sedicesimo posto e quindi a qualificarsi per il play-off, non potrebbe disputare la propria partita in casa nel suo stadio, dato che la data coinciderebbe con l'attesissimo concerto della pop star americana Taylor Swift a Lione.
Ciò nonostante, Pierre Sage riesce a risollevare la squadra e a terminare il giorone di andata con tre vittorie consecutive, che portano la squadra appena sopra la zona retrocessione.
Grazie alle cospicue vendite del mercato estivo, la DNCG concede al Lione maggiore libertà di spesa nel mercato invernale. L'OL ne approfitta per rinforzare la squadra il più possibile. Tra gli arrivi spiccano il centrocampista Nemanja Matić, l'attaccante Saïd Benrahma e la giovane e promettente ala Malick Fofana.
Il Lione si rende protagonista di un girone di ritorno straordinario dove vince 12 partite su 18, concludendo il campionato al sesto posto e qualificandosi direttamente alla prossima edizione dell'Europa League. La formazione titolare non viene stravolta, segnalando come la controperformance del girone di andata fosse principalmente causata dal fattore morale, ma la profondità della rosa e la qualità dei sostituti aumentano moltissimo. Infatti, molte delle vittorie fondamentali a questa incredibile rivalsa saranno rocambolesche vittorie in rimonta negli ultimi minuti dove i sostituti saranno provvidenziali. Fra le tante vittorie spiccano la vittoria interna contro la sorpresa Brest per 4-3 e la vittoria esterna a Lilla con lo stesso risultato.
Da segnalara l'ottimo percorso in Coppa di Francia dove il Lione arriva fino alla finale in cui viene sconfitto 2-1 dal PSG.
Protagonisti di questa rimonta sensazionale sono l'allenatore debuttante Pierre Sage e il capitano Alexandre Lacazette, che con i suoi 19 gol sarà il secondo miglior cannoniere del campionato.

## Maglie e sponsor
Lo sponsor tecnico per la stagione 2023-2024 è Adidas, mentre lo sponsor ufficiale è Emirates.
| Casa | Trasferta |

## Rosa
Rosa e numerazione aggiornate al 31 gennaio 2024
| N. |                           | Ruolo | Calciatore                     |
| -- | ------------------------- | ----- | ------------------------------ |
| 1  | Portogallo (bandiera)     | P     | Anthony Lopes (vice capitano)  |
| 2  | Costa d'Avorio (bandiera) | D     | Sinaly Diomandé                |
| 3  | Argentina (bandiera)      | D     | Nicolás Tagliafico             |
| 4  | Costa d'Avorio (bandiera) | C     | Paul Akouokou                  |
| 5  | Croazia (bandiera)        | D     | Dejan Lovren                   |
| 6  | Francia (bandiera)        | C     | Maxence Caqueret               |
| 7  | Svezia (bandiera)         | C     | Amin Sarr                      |
| 7  | Guinea-Bissau (bandiera)  | C     | Mama Samba Baldé               |
| 8  | Francia (bandiera)        | C     | Corentin Tolisso               |
| 9  | Nigeria (bandiera)        | A     | Gift Orban                     |
| 10 | Francia (bandiera)        | A     | Alexandre Lacazette (capitano) |
| 11 | Zimbabwe (bandiera)       | A     | Tino Kadewere                  |
| 11 | Belgio (bandiera)         | A     | Malick Fofana                  |
| 12 | Irlanda (bandiera)        | D     | Jake O'Brien                   |
| 14 | Brasile (bandiera)        | D     | Adryelson                      |
| 17 | Francia (bandiera)        | P     | Rémy Riou                      |
| 17 | Algeria (bandiera)        | A     | Saïd Benrahma                  |
| 18 | Francia (bandiera)        | A     | Rayan Cherki                   |
| 19 | Portogallo (bandiera)     | A     | Diego Moreira                  |

| N. |                        | Ruolo | Calciatore             |
| -- | ---------------------- | ----- | ---------------------- |
| 20 | Francia (bandiera)     | D     | Saël Kumbedi           |
| 21 | Brasile (bandiera)     | D     | Henrique               |
| 22 | Angola (bandiera)      | C     | Clinton Mata           |
| 23 | Brasile (bandiera)     | P     | Lucas Perri            |
| 24 | Francia (bandiera)     | C     | Johann Lepenant        |
| 25 | Belgio (bandiera)      | C     | Orel Mangala           |
| 26 | Francia (bandiera)     | A     | Bradley Barcola        |
| 29 | Francia (bandiera)     | D     | Mamadou Sarr           |
| 31 | Serbia (bandiera)      | C     | Nemanja Matić          |
| 34 | Francia (bandiera)     | C     | Mahamadou Diawara      |
| 37 | Ghana (bandiera)       | A     | Ernest Nuamah          |
| 47 | Brasile (bandiera)     | A     | Jeffinho               |
| 55 | Croazia (bandiera)     | D     | Duje Ćaleta-Car        |
| 80 | Francia (bandiera)     | C     | Skelly Alvero          |
| 84 | Francia (bandiera)     | C     | Mohamed El Arouch      |
| 98 | Inghilterra (bandiera) | C     | Ainsley Maitland-Niles |

## Calciomercato

### Sessione estiva
| Acquisti         | Acquisti               | Acquisti        | Acquisti                  |
| R.               | Nome                   | da              | Modalità                  |
| ---------------- | ---------------------- | --------------- | ------------------------- |
| D                | Clinton Mata           | Club Bruges     | definitivo (5 milioni €)  |
| C                | Skelly Alvero          | Sochaux         | definitivo (4 milioni €)  |
| C                | Paul Akouokou          | Real Betis      | definitivo (3 milioni €)  |
| A                | Diego Moreira          | Chelsea         | prestito (2,8 milioni €)  |
| A                | Mama Baldé             | Troyes          | prestito (2 milioni €)    |
| C                | Ainsley Maitland-Niles | Arsenal         | gratuito                  |
| D                | Duje Ćaleta-Car        | Southampton     | prestito (1,54 milioni €) |
| D                | Jake O'Brien           | Crystal Palace  | definitivo (1 milioni €)  |
| Altre operazioni |                        |                 |                           |
| R.               | Nome                   | da              | Modalità                  |
| C                | Romain Faivre          | Lorient         | fine prestito             |
| A                | Karl Toko Ekambi       | Rennes          | fine prestito             |
| C                | Jeff Reine-Adélaïde    | Troyes          | fine prestito             |
| D                | Cenk Özkacar           | Valencia        | fine prestito             |
| A                | Tino Kadewere          | Maiorca         | fine prestito             |
| D                | Cenk Özkacar           | OH Lovanio      | fine prestito             |
| D                | Youssouf Koné          | Ajaccio         | fine prestito             |
| D                | Abdoulaye Ndiaye       | Bastia          | fine prestito             |
| C                | Camilo                 | RWDM47          | fine prestito             |
| C                | Florent Da Silva       | Volendam        | fine prestito             |
| C                | Habib Keïta            | Kortrijk        | fine prestito             |
| P                | Julian Pollersbeck     | Lorient         | fine prestito             |
| A                | Yahya Soumaré          | Bourg-en-Bresse | fine prestito             |

| Cessioni         | Cessioni            | Cessioni            | Cessioni                    |
| R.               | Nome                | a                   | Modalità                    |
| ---------------- | ------------------- | ------------------- | --------------------------- |
| A                | Bradley Barcola     | Paris Saint-Germain | definitivo (45 milioni €)   |
| D                | Castello Lukeba     | RB Lipsia           | definitivo (30 milioni €)   |
| C                | Romain Faivre       | Bournemouth         | definitivo (15 milioni €)   |
| D                | Cenk Özkacar        | Valencia            | definitivo (5 milioni €)    |
| C                | Thiago Mendes       | Al-Rayyan           | definitivo (4,21 milioni €) |
| D                | Abdoulaye Ndiaye    | Troyes              | definitivo (3,5 milioni €)  |
| C                | Habib Keïta         | Clermont Foot       | definitivo (1,2 milioni €)  |
| A                | Karl Toko Ekambi    | Abha                | definitivo (1,5 milioni €)  |
| A                | Amin Sarr           | Wolfsburg           | prestito (1 milione €)      |
| C                | Houssem Aouar       | Roma                | gratuito                    |
| C                | Camilo              | Achmat Groznyj      | definitivo (800 mila €)     |
| C                | Jeff Reine-Adélaïde | RWDM47              | gratuito                    |
| P                | Julian Pollersbeck  | Magdeburgo          | gratuito                    |
| A                | Yahya Soumaré       | Orléans             | gratuito                    |
| P                | Kayne Bonnevie      | Rouen               | gratuito                    |
| A                | Moussa Dembélé      |                     | svincolato                  |
| D                | Jérôme Boateng      |                     | svincolato                  |
| D                | Youssouf Koné       | RWDM47              | gratuito                    |
| Altre operazioni |                     |                     |                             |
| R.               | Nome                | a                   | Modalità                    |
| D                | Malo Gusto          | Chelsea             | fine prestito               |

### Sessione invernale
| Acquisti         | Acquisti      | Acquisti          | Acquisti                    |
| R.               | Nome          | da                | Modalità                    |
| ---------------- | ------------- | ----------------- | --------------------------- |
| D                | Adryelson     | Botafogo          | definitivo (3,58 milioni €) |
| P                | Lucas Perri   | Botafogo          | definitivo (3,25 milioni €) |
| A                | Malick Fofana | Gent              | definitivo (17 milioni €)   |
| A                | Gift Orban    | Gent              | definitivo (12 milioni €)   |
| C                | Nemanja Matić | Rennes            | definitivo (3 milioni €)    |
| C                | Orel Mangala  | Nottingham Forest | prestito (11,7 milioni €)   |
| A                | Saïd Benrahma | West Ham Utd      | prestito (6 milioni €)      |
| Altre operazioni |               |                   |                             |
| R.               | Nome          | da                | Modalità                    |

| Cessioni         | Cessioni       | Cessioni     | Cessioni                         |
| R.               | Nome           | a            | Modalità                         |
| ---------------- | -------------- | ------------ | -------------------------------- |
| A                | Tino Kadewere  | Nantes       | prestito con diritto di riscatto |
| A                | Jeffinho       | Botafogo     | prestito                         |
| D                | Achraf Laâziri | Dunkerque    | prestito                         |
| D                | Mamadou Sarr   | RWDM47       | prestito                         |
| P                | Rémy Riou      | Paris FC     | gratuito                         |
| A                | Diego Moreira  | Chelsea      | fine prestito                    |
| C                | Skelly Alvero  | Werder Brema | prestito (250 mila €)            |
| Altre operazioni |                |              |                                  |
| R.               | Nome           | da           | Modalità                         |

## Risultati

### Ligue 1

#### Girone di andata
| Arbitro: | Jérôme Brisard |

|                            |           |                |
| Bellegarde 63’ Mothiba 75’ | Marcatori | 88’ Tagliafico |

| Arbitro: | Vernice |

|               |           |                                          |
| Lacazette 69’ | Marcatori | 20’ Nordin 39’, 66’ Al-Taamari 89’ Adams |

| Nizza 27 agosto 2023, ore 20:45 CEST 3ª giornata | Nizza   | 0 – 0 referto | Olympique Lione | Allianz Riviera (28 033 spett.)\| Arbitro: \| Dechepy \| |
| Arbitro:                                         | Dechepy |               |                 |                                                          |

| Arbitro: | Wattellier |

|                    |           |                                                |
| Tolisso 74’ (rig.) | Marcatori | 4’ (rig.), 45+1’ Mbappé 20’ Hakimi 38’ Asensio |

| Décines-Charpieu 17 settembre 2023, ore 20:45 CEST 5ª giornata | Olympique Lione | 0 – 0 referto | Le Havre | Groupama Stadium (35 507 spett.)\| Arbitro: \| Bastien \| |
| Arbitro:                                                       | Bastien         |               |          |                                                           |

| Arbitro: | Léonard |

|            |           |  |
| Mounié 87’ | Marcatori |  |

| Arbitro: | Letexier |

|                              |           |  |
| Munetsi 45+1’ Abdelhamid 71’ | Marcatori |  |

| Arbitro: | Turpin |

|                                      |           |                            |
| Nuamah 21’ Lacazette 22’, 41’ (rig.) | Marcatori | 16’, 54’ Kroupi 79’ Yongwa |

| Arbitro: | Delajod |

|                  |           |                     |
| Ogier 52’ (aut.) | Marcatori | 10’ Cham 35’ Magnin |

| Arbitro: | Letexier |

|                                        |           |  |
| Vitinha 21’ Murillo 25’ Aubameyang 55’ | Marcatori |  |

| Arbitro: | Millot |

|            |           |            |
| Alvero 84’ | Marcatori | 77’ Jallow |

| Arbitro: | Frappart |

|  |           |             |
|  | Marcatori | 67’ O'Brien |

| Arbitro: | Wattellier |

|  |           |                         |
|  | Marcatori | 28’ David 32’ T. Santos |

| Arbitro: | Turpin |

|                                     |           |                  |
| Saïd 26’ Frankowski 52’ (rig.), 74’ | Marcatori | 15’, 72’ O'Brien |

| Arbitro: | Gaillouste |

|                         |           |  |
| Lacazette 25’, 29’, 80’ | Marcatori |  |

| Arbitro: | Buquet |

|  |           |              |
|  | Marcatori | 85’ Jeffinho |

| Arbitro: | Bastien |

|               |           |  |
| Lacazette 49’ | Marcatori |  |

#### Girone di ritorno
| Arbitro: | Angoula |

|                                   |           |               |
| G. Lloris 18’ Sabbi 50’ Operi 62’ | Marcatori | 54’ Lacazette |

| Arbitro: | Léonard |

|                            |           |                              |
| Henrique 57’ Lacazette 78’ | Marcatori | 22’, 41’ Terrier 36’ D. Doué |

| Arbitro: | Bastien |

|               |           |  |
| Lacazette 37’ | Marcatori |  |

| Arbitro: | Gaillouste |

|            |           |                            |
| Nordin 23’ | Marcatori | 74’ Lacazette 82’ Caqueret |

| Arbitro: | Turpin |

|             |           |  |
| Mangala 22’ | Marcatori |  |

| Arbitro: | Bollengier |

|                |           |                              |
| Mikautadze 13’ | Marcatori | 45+1’ Lacazette 60’ Benrahma |

| Arbitro: | Brisard |

|  |           |                                      |
|  | Marcatori | 43’ Sotoca 53’ (rig.) Wahi 87’ Danso |

| Arbitro: | Vernice |

|  |           |                          |
|  | Marcatori | 52’ Tagliafico 64’ Baldé |

| Arbitro: | Stinat |

|                                |           |                                      |
| Dallinga 53’ Sierro 58’ (rig.) | Marcatori | 33’ Lacazette 77’ Cherki 81’ O'Brien |

| Arbitro: | Léonard |

|            |           |           |
| Nuamah 65’ | Marcatori | 55’ Okumu |

| Arbitro: | Brisard |

|            |           |                                         |
| Abline 16’ | Marcatori | 75’ Lacazette 77’ M. Fofana 90+7’ Orban |

| Arbitro: | Vernice |

|                                                                       |           |                                  |
| Tolisso 18’ Lacazette 70’ Tagliafico 79’ Maitland-Niles 90+15’ (rig.) | Marcatori | 60’ Mounié 64’, 67’ Del Castillo |

| Arbitro: | Letexier |

|                                           |           |            |
| Matić 3’ (aut.) Beraldo 6’ Ramos 32’, 42’ | Marcatori | 37’ Nuamah |

| Arbitro: | Dechepy |

|                                          |           |                    |
| Lacazette 22’ Benrahma 26’ M. Fofana 84’ | Marcatori | 1’, 60’ Ben Yedder |

| Arbitro: | Bastien |

|                                  |           |                                                         |
| B. Diakité 21’, 85’ Zhegrova 37’ | Marcatori | 66’ Benrahma 82’ M. Fofana 88’ Lacazette 90+2’ M. Baldé |

| Arbitro: | Gaillouste |

|  |           |             |
|  | Marcatori | 53’ Mangala |

| Arbitro: | Wattellier |

|                             |           |               |
| Lacazette 39’, 90+5’ (rig.) | Marcatori | 63’ H. Diarra |

### Coppa di Francia
| Arbitro: | Rainville |

|  |           |                                             |
|  | Marcatori | 45’ Cherki 52’ Maitland-Niles 56’ Lacazette |

| Arbitro: | Batta |

|                |           |                            |
| Escarpit 45+1’ | Marcatori | 37’ M. Fofana 78’ Caqueret |

| Arbitro: | Millot |

|                      |           |                |
| Orban 40’ Cherki 47’ | Marcatori | 53’ Alexsandro |

| Arbitro: | Bastien |

|                                      |                      |                                           |
| Caqueret Orban Maitland-Niles Cherki | Tiri di rigore 4 – 3 | Delaine Doukouré I. Sissoko Emegha Perrin |

| Arbitro: | Frappart |

|                                     |           |  |
| Lacazette 51’ (rig.), 57’ Orban 75’ | Marcatori |  |

#### Finale
| Arbitro: | François Letexier |

|             |           |                      |
| O'Brien 55’ | Marcatori | 22’ Dembélé 34’ Ruiz |

## Statistiche

### Statistiche di squadra
| Competizione     | Punti | In casa | In casa | In casa | In casa | In casa | In casa | In trasferta | In trasferta | In trasferta | In trasferta | In trasferta | In trasferta | Totale | Totale | Totale | Totale | Totale | Totale | DR |
| Competizione     | Punti | G       | V       | N       | P       | Gf      | Gs      | G            | V            | N            | P            | Gf           | Gs           | G      | V      | N      | P      | Gf     | Gs     | DR |
| ---------------- | ----- | ------- | ------- | ------- | ------- | ------- | ------- | ------------ | ------------ | ------------ | ------------ | ------------ | ------------ | ------ | ------ | ------ | ------ | ------ | ------ | -- |
| Ligue 1          | 53    | 17      | 7       | 4       | 6       | 25      | 29      | 17           | 9            | 1            | 7            | 24           | 26           | 34     | 16     | 5      | 13     | 49     | 55     | -6 |
| Coppa di Francia |       | 3       | 2       | 1       | 0       | 5       | 1       | 2            | 2            | 0            | 0            | 5            | 1            | 6      | 4      | 1      | 1      | 11     | 4      | +7 |
| Totale           |       | 20      | 9       | 5       | 6       | 30      | 30      | 19           | 11           | 1            | 7            | 29           | 27           | 40     | 20     | 6      | 14     | 60     | 59     | +1 |

### Andamento in campionato
| Giornata  | 1  | 2  | 3  | 4  | 5  | 6  | 7  | 8  | 9  | 10 | 11 | 12 | 13 | 14 | 15 | 16 | 17 | 18 | 19 | 20 | 21 | 22 | 23 | 24 | 25 | 26 | 27 | 28 | 29 | 30 | 31 | 32 | 33 | 34 |
| --------- | -- | -- | -- | -- | -- | -- | -- | -- | -- | -- | -- | -- | -- | -- | -- | -- | -- | -- | -- | -- | -- | -- | -- | -- | -- | -- | -- | -- | -- | -- | -- | -- | -- | -- |
| Luogo     | T  | C  | T  | C  | C  | T  | T  | C  | C  | T  | C  | T  | C  | T  | C  | T  | C  | T  | C  | C  | T  | C  | T  | C  | T  | T  | C  | T  | C  | T  | C  | T  | T  | C  |
| Risultato | P  | P  | N  | P  | N  | P  | P  | N  | P  | P  | N  | V  | P  | P  | V  | V  | V  | P  | P  | V  | V  | V  | V  | P  | V  | V  | N  | V  | V  | P  | V  | V  | V  | V  |
| Posizione | 16 | 18 | 17 | 18 | 16 | 17 | 18 | 17 | 18 | 18 | 18 | 18 | 18 | 18 | 18 | 15 | 15 | 16 | 16 | 15 | 13 | 11 | 10 | 11 | 10 | 10 | 10 | 10 | 7  | 8  | 8  | 7  | 7  | 6  |

Legenda:

Luogo: C = Casa; T = Trasferta. Risultato: V = Vittoria; N = Pareggio; P = Sconfitta.

### Statistiche individuali
| Giocatore         | Ligue 1  | Ligue 1 | Ligue 1     | Ligue 1    | Coupe de France | Coupe de France | Coupe de France | Coupe de France | Totale   | Totale | Totale      | Totale     |
| Giocatore         | Presenze | Reti    | Ammonizioni | Espulsioni | Presenze        | Reti            | Ammonizioni     | Espulsioni      | Presenze | Reti   | Ammonizioni | Espulsioni |
| ----------------- | -------- | ------- | ----------- | ---------- | --------------- | --------------- | --------------- | --------------- | -------- | ------ | ----------- | ---------- |
| Adryelson         | 2        | 0       | 0           | 0          | 1               | 0               | 1               | 0               | 3        | 0      | 1           | 0          |
| P. Akouokou       | 8        | 0       | 1           | 0          | 1               | 0               | 0               | 0               | 9        | 0      | 1           | 0          |
| S. Alvero         | 8        | 1       | 2           | 0          | 0               | 0               | 0               | 0               | 8        | 1      | 2           | 0          |
| M.S. Baldé        | 20       | 2       | 1           | 0          | 3               | 0               | 0               | 0               | 23       | 2      | 1           | 0          |
| B. Barcola        | 3        | 0       | 0           | 0          | 0               | 0               | 0               | 0               | 3        | 0      | 0           | 0          |
| S. Benrahma       | 12       | 3       | 2           | 0          | 2               | 0               | 0               | 0               | 14       | 3      | 2           | 0          |
| D. Ćaleta-Car     | 24       | 0       | 2           | 1          | 4               | 0               | 2               | 0               | 28       | 0      | 4           | 1          |
| M. Caqueret       | 34       | 1       | 1           | 0          | 5               | 1               | 1               | 0               | 39       | 2      | 2           | 0          |
| R. Cherki         | 33       | 1       | 0           | 0          | 5               | 2               | 0               | 0               | 38       | 3      | 0           | 0          |
| M. Diawara        | 11       | 0       | 2           | 0          | 1               | 0               | 0               | 0               | 12       | 0      | 2           | 0          |
| S. Diomandé       | 10       | 0       | 2           | 0          | 0               | 0               | 0               | 0               | 10       | 0      | 2           | 0          |
| M. El Arouch      | 1        | 0       | 0           | 0          | 0               | 0               | 0               | 0               | 1        | 0      | 0           | 0          |
| C. El Djebali     | 1        | 0       | 0           | 0          | 0               | 0               | 0               | 0               | 1        | 0      | 0           | 0          |
| M. Fofana         | 17       | 3       | 0           | 0          | 3               | 1               | 0               | 0               | 20       | 4      | 0           | 0          |
| Henrique          | 11       | 1       | 2           | 0          | 2               | 0               | 0               | 0               | 13       | 1      | 2           | 0          |
| Jeffinho          | 10       | 1       | 0           | 0          | 0               | 0               | 0               | 0               | 10       | 1      | 0           | 0          |
| T. Kadewere       | 11       | 0       | 0           | 0          | 0               | 0               | 0               | 0               | 11       | 0      | 0           | 0          |
| S. Kumbedi        | 17       | 0       | 4           | 0          | 2               | 0               | 0               | 0               | 19       | 0      | 4           | 0          |
| A. Lacazette      | 29       | 19      | 3           | 1          | 5               | 3               | 1               | 0               | 34       | 22     | 4           | 1          |
| J. Lepenant       | 5        | 0       | 1           | 0          | 0               | 0               | 0               | 0               | 5        | 0      | 1           | 0          |
| A. Lopes          | 31       | -46     | 0           | 0          | 2               | -1              | 0               | 0               | 33       | -47    | 0           | 0          |
| D. Lovren         | 10       | 0       | 1           | 1          | 1               | 0               | 0               | 0               | 11       | 0      | 1           | 1          |
| A. Maitland-Niles | 23       | 1       | 1           | 1          | 5               | 1               | 0               | 0               | 28       | 2      | 1           | 1          |
| O. Mangala        | 8        | 2       | 0           | 0          | 3               | 0               | 0               | 0               | 11       | 2      | 0           | 0          |
| C. Mata           | 28       | 0       | 6           | 0          | 4               | 0               | 1               | 0               | 32       | 0      | 7           | 0          |
| N. Matić          | 15       | 0       | 2           | 0          | 3               | 0               | 0               | 0               | 18       | 0      | 2           | 0          |
| D. Moreira        | 7        | 0       | 1           | 0          | 2               | 0               | 0               | 0               | 9        | 0      | 1           | 0          |
| E. Nuamah         | 29       | 3       | 4           | 0          | 3               | 0               | 0               | 0               | 32       | 3      | 4           | 0          |
| J. O'Brien        | 27       | 4       | 4           | 1          | 4               | 1               | 0               | 0               | 31       | 5      | 4           | 1          |
| G. Orban          | 13       | 1       | 2           | 0          | 2               | 2               | 0               | 0               | 15       | 3      | 2           | 0          |
| L. Perri          | 0        | 0       | 0           | 0          | 3               | -3              | 0               | 0               | 3        | -3     | 0           | 0          |
| R. Riou           | 3        | -6      | 0           | 0          | 1               | -0              | 0               | 0               | 4        | -6     | 0           | 0          |
| A. Sarr           | 3        | 0       | 0           | 0          | 0               | 0               | 0               | 0               | 3        | 0      | 0           | 0          |
| M. Sarr           | 1        | 0       | 0           | 0          | 1               | 0               | 1               | 0               | 2        | 0      | 1           | 0          |
| N. Tagliafico     | 25       | 3       | 7           | 1          | 5               | 0               | 3               | 0               | 30       | 3      | 10          | 1          |
| C. Tolisso        | 25       | 2       | 5           | 0          | 5               | 0               | 0               | 0               | 30       | 2      | 5           | 0          |